# 徐溥內閣
徐溥內閣成立於弘治五年八月五日（1492年8月27日），結束於弘治十一年七月二十九日（1498年8月16日）。是明孝宗統治下的第二個內閣，由時任太子太傅、戶部尚書兼武英殿大學士徐溥組閣。
徐溥內閣任內，孝宗“更新庶政，言路大开”，又“恭儉自飭，明於任人”，當是時朝廷中，明察則有王恕、彭韶；練達則有馬文升、劉大夏；老成則有劉健、謝遷；文章則有王鏊、丘濬；刑憲則有閔珪、戴珊，另外又有何喬新、李東陽等名臣，一時號稱「朝多君子」，使成化朝後期以来，奸佞当道的局面，得以大为改观，史稱「弘治中興」。
弘治十一年七月二十九日，徐溥因眼疾請職獲准；同日由次輔劉健繼任內閣首輔。

## 內閣成員
| 職位   | 姓名   | 備注                                 |
| ------ | ------ | ------------------------------------ |
| 首輔   | 徐溥   | 劉吉內閣續任                         |
| 次輔   | 丘濬   | 劉吉內閣續任，弘治八年（1495年）逝世 |
| 次輔   | 劉健   | 劉吉內閣續任                         |
| 大學士 | 李東陽 | 弘治八年入閣                         |
| 大學士 | 謝遷   | 弘治八年入閣                         |